# Stigstjärnen
Stigstjärnen är en sjö i Härnösands kommun i Ångermanland och ingår i Gådeåns huvudavrinningsområde. Sjön är 3,7 meter djup, har en yta på 0,094 kvadratkilometer och befinner sig 69 meter över havet.